# 坑洞

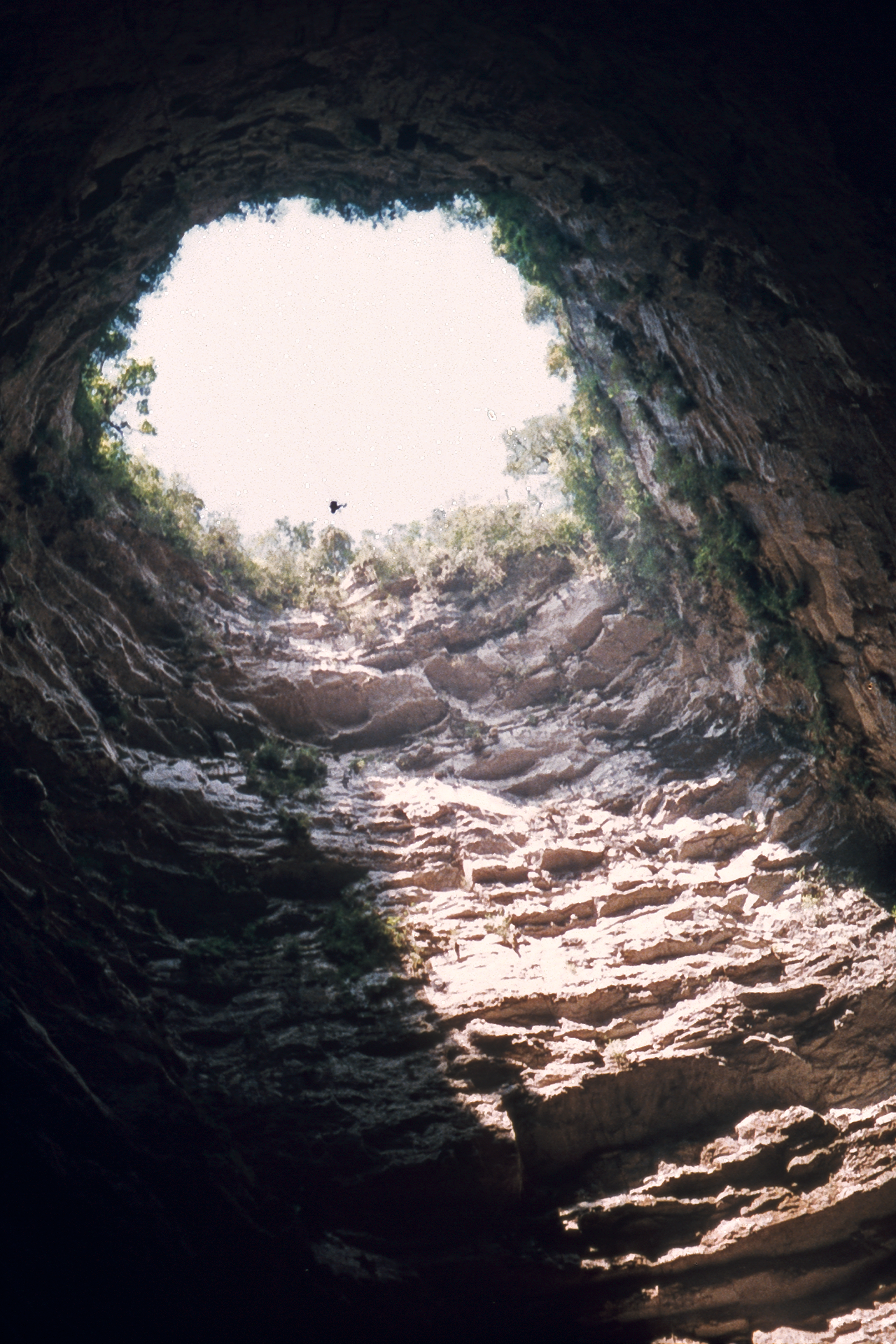
墨西哥境內的一個坑洞

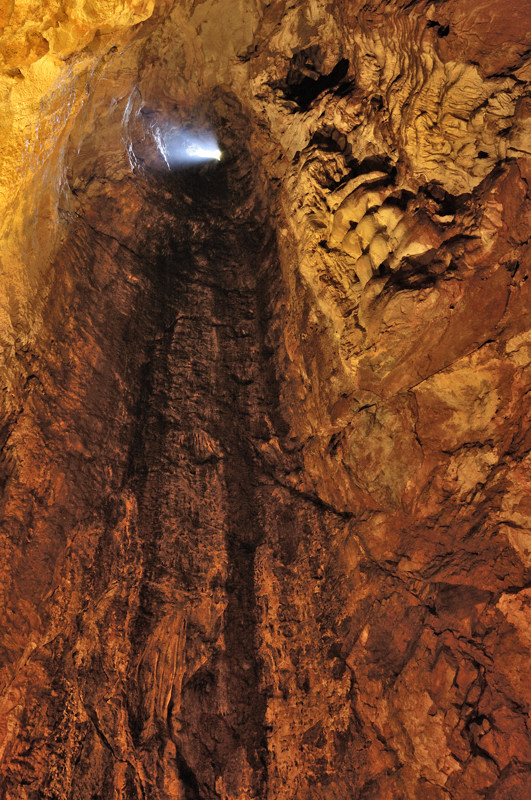
小喀爾巴阡山脈的一個坑洞

坑洞是一种垂直类型的洞穴。石灰岩在受水的长期侵蚀下容易形成坑洞。對於探險者來說坑洞更危險，他們需要藉助編織繩等工具才能來到洞底。